# Trommersche Probe

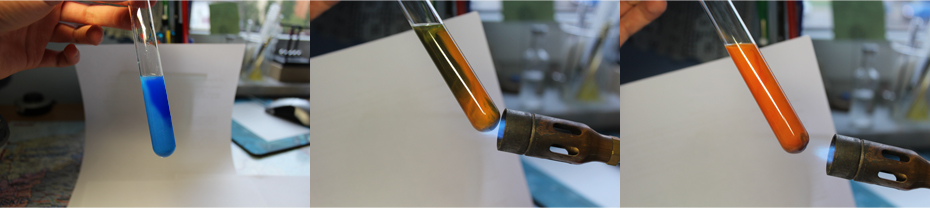

Die Trommersche Probe (auch Reduktion nach Trommer, Trommer-Test, Trommer-Probe, Trommer-Reaktion, Trommer-Zuckerprobe) ist eine chemisch-analytische Methode und dient als sogenannte Zuckerprobe dem Nachweis von Zuckern (Aldosen und Ketosen). Sie wurde 1841 von Karl August Trommer (1806–1879) zum Nachweis von Glucose im Harn entwickelt. Natronlauge (oder Kalilauge) und Kupfersulfat werden zusammen mit der Probelösung erhitzt. In Gegenwart reduzierender Substanzen entsteht eine gelbrote wolkige Trübung von Kupfer(I)-hydroxid bzw. und braunroter Niederschlag von Kupfer(I)-oxid, was eine positive Trommersche Probe bedeutet.
Kupfer(II)-Ionen werden bei der Trommer-Probe zu Kupfer(I)-Ionen reduziert.